# Ретковці
Ретковці (хорв. Retkovci) — населений пункт у Хорватії, в Вуковарсько-Сремській жупанії у складі громади Іванково.

## Населення
Населення за даними перепису 2011 року становило 1 263 осіб.
Динаміка чисельності населення поселення:

## Клімат
Середня річна температура становить 11,12 °C, середня максимальна – 25,56 °C, а середня мінімальна – -6,10 °C. Середня річна кількість опадів – 701 мм.
| Клімат поселення                              | Клімат поселення | Клімат поселення | Клімат поселення | Клімат поселення | Клімат поселення | Клімат поселення | Клімат поселення | Клімат поселення | Клімат поселення | Клімат поселення | Клімат поселення | Клімат поселення | Клімат поселення |
| Показник                                      | Січ.             | Лют.             | Бер.             | Квіт.            | Трав.            | Черв.            | Лип.             | Серп.            | Вер.             | Жовт.            | Лист.            | Груд.            |                  |
| Середній максимум, °C                         | 5,96             | 8,16             | 12,74            | 17,36            | 22,54            | 25,56            | 25,48            | 25,00            | 20,96            | 15,53            | 9,60             | 5,60             |                  |
| Середня температура, °C                       | −0,07            | 2,12             | 6,70             | 11,32            | 16,51            | 19,51            | 21,34            | 20,81            | 16,80            | 11,37            | 5,44             | 1,46             |                  |
| Середній мінімум, °C                          | −6,1             | −3,89            | 0,69             | 5,32             | 10,50            | 13,53            | 17,16            | 16,69            | 12,65            | 7,22             | 1,29             | −2,7             |                  |
| Норма опадів, мм                              | 45               | 41               | 44               | 55               | 64               | 90               | 68               | 63               | 52               | 59               | 66               | 54               |                  |
| Середньомісячна швидкість вітру, м/с          | 2.10             | 2.30             | 2.65             | 2.50             | 2.30             | 2.10             | 2.10             | 1.90             | 1.85             | 1.99             | 2.08             | 2.10             |                  |
| Середньомісячна сонячна радіація, кДж/м²·день | 4341             | 7028             | 11017            | 15464            | 19326            | 21379            | 22431            | 20429            | 15109            | 9461             | 4890             | 3636             |                  |
| --------------------------------------------- | ---------------- | ---------------- | ---------------- | ---------------- | ---------------- | ---------------- | ---------------- | ---------------- | ---------------- | ---------------- | ---------------- | ---------------- | ---------------- |
| Джерело:                                      |                  |                  |                  |                  |                  |                  |                  |                  |                  |                  |                  |                  |                  |